# Liste des œuvres d'Igor Stravinsky

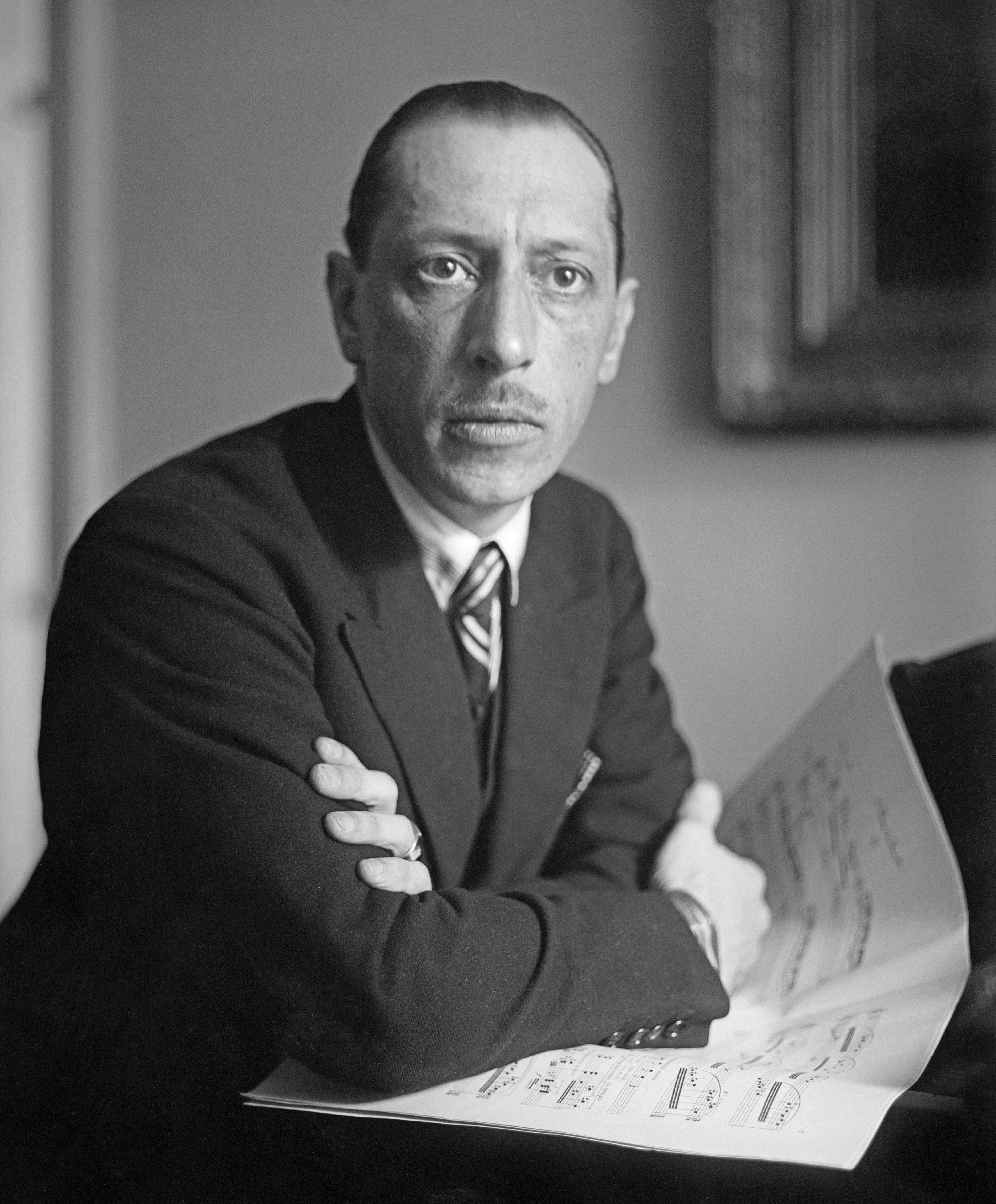
Igor Stravinsky vers 1930

La liste des œuvres de Stravinsky reprend les classifications établies en 1968 par le musicologue belge Harry Halbreich. Les numéros de catalogue HH font d'ailleurs référence au catalogue publié par celui-ci. Les numéros de catalogue CC font quant à eux référence à la chronologie établie en 1982 par Clifford Cæsar. Eric Walter White a également élaboré un catalogue, numérotant 110 compositions originales et 14 arrangements d'œuvres d'autres compositeurs.

## Classement thématique

### Ouvrages scéniques

#### Ballets et suites de ballets
Contrairement à Prokofiev, Stravinsky n'a composé aucun grand ballet d'une soirée à la manière de Tchaïkovski. Le terme de ballet n'apparaît d'ailleurs qu'avec Pulcinella, sixième des quatorze œuvres chorégraphiques du compositeur. Harry Halbreich classe les ballets en cinq groupes distincts.
D'abord, la trilogie initiale (L'Oiseau de feu, Petrouchka et Le Sacre du printemps), qui établit la réputation du compositeur. Ces œuvres ont en commun leurs liens avec la tradition russe et le recours à un orchestre symphonique de grande dimension. Ce type d'orchestration disparaitra rapidement chez Stravinsky.
Dans le second groupe de ballet (Renard, L'Histoire du soldat et Les Noces), il utilise en effet des ensembles instrumentaux réduits et ajoute la voix, élargissant la notion de ballet. Cependant, à la différence des opéras, ces voix sont extra-scéniques.
Comme l'utilisation de la voix dans Pulcinella n'est qu'épisodique et ne se rattache pas à l'action, Halbreich classe cette œuvre avec Le Baiser de la fée et Jeu de cartes, qu'il décrit comme étant des divertissements purement hédonistes.
La quatrième catégorie est celle des ballets grecs Apollon musagète et Orphée.
Finalement, la dernière catégorie est constituée des ballets abstraits (Danses concertantes, Scènes de ballet, Agon). En raison de cette absence d'argument, ils peuvent également être joués en concert. Ceci explique pourquoi ils sont regroupés avec les œuvres orchestrales dans plusieurs listes des ballets de Stravinsky.
| BALLETS ET SUITES DE BALLETS |     |                       |                                                                              |                                                                              |                     |
| HH                           | CC  | Titre                 | Sous-titre / Commentaires                                                    | Instrumentation                                                              | Période             |
| 9                            | 20  | L'Oiseau de feu       | Conte dansé en deux tableaux d'après un conte national russe                 | Orchestre                                                                    | 1910/1919           |
| 9a                           | 20a | L'Oiseau de feu       | Suite symphonique                                                            | Orchestre                                                                    | 1911/1919/1945      |
| 11                           | 22  | Petrouchka            | Scènes burlesques en quatre tableaux                                         | Orchestre                                                                    | 1911/1945-1947/1965 |
| 11a                          | 22a | Petrouchka            | Suite symphonique                                                            | Orchestre                                                                    | 1911/1947           |
| 14                           | 26  | Le Sacre du printemps | Tableaux de la Russie païenne en deux parties                                | Orchestre                                                                    | 1913/1947/1967      |
| 25                           | 36  | Renard                | Histoire burlesque chantée et jouée                                          | 2 ténors, 2 basses, ensemble instrumental                                    | 1916                |
| 31                           | 46  | L'Histoire du soldat  | Lue, jouée et dansée                                                         | 3 récitants, 7 instrumentistes                                               | 1918                |
| 31a                          | 46a | L'Histoire du soldat  | Suite de concert                                                             | Clarinette, basson, cornet à piston, trombone, violon, contrebasse, batterie | 1920                |
| 36                           | 54  | Pulcinella            | Ballet en un acte, d'après des thèmes et des fragments musicaux de Pergolèse | Soprano, ténor, basse, petit orchestre                                       | 1920/1965           |
| 36a                          | 54a | Pulcinella            | Suite d'orchestre                                                            | Orchestre                                                                    | 1922/1949           |
| 42                           | 61  | Les Noces             | Scènes chorégraphiques russes avec chant et musique                          | Voix, chœur mixte, 4 pianos, percussions                                     | 1917-1923           |
| 48                           | 69  | Apollon musagète      | Ballet en deux tableaux                                                      | Orchestre à cordes                                                           | 1928/1947           |
| 49                           | 71  | Le Baiser de la fée   | Ballet allégorique en quatre tableaux                                        | Orchestre                                                                    | 1928/1950           |
| 49a                          | 79  | Divertimento          | Extrait du Baiser de la fée                                                  | Orchestre                                                                    | 1934                |
| 59                           | 81  | Jeu de cartes         | Ballet en trois donnes                                                       | Orchestre                                                                    | 1936                |
| 64                           | 88  | Danses concertantes   |                                                                              | Orchestre de chambre                                                         | 1942                |
| 72                           | 95  | Scènes de ballet      |                                                                              | Orchestre                                                                    | 1944                |
| 76                           | 101 | Orphée                | Ballet en trois scènes                                                       | Orchestre                                                                    | 1947                |
| 86                           | 113 | Agon                  | Ballet pour douze danseurs                                                   | Orchestre                                                                    | 1957                |

#### Opéras, oratorios et assimilés
Parmi les six opéras de Stravinsky, Le Rossignol, Mavra et The Rake's Progress abordent chacun, sous des angles très différents, l'opéra traditionnel. Cependant, seul le dernier occupe une soirée entière. Œdipus Rex propose une conception statique de la scène ; Perséphone mêle la parole, le chant et le pantomime ; The Flood, quant à lui, est un jeu à la manière des Mystères médiévaux, destiné à la télévision.
| OPÉRAS, ORATORIOS ET ASSIMILÉS |     |                                                 |                                               |                                     |                |
| HH                             | CC  | Titre                                           | Sous-titre / Commentaires                     | Instrumentation                     | Période        |
| 17                             | 29  | Le Rossignol                                    | Conte lyrique en trois actes d'après Andersen | Voix, orchestre                     | 1908-1914/1962 |
| 40                             | 60  | Mavra                                           | Opéra bouffe en un acte d'après Pouchkine     | Voix, orchestre                     | 1922/1947      |
| 47                             | 68  | Œdipus Rex                                      | Opéra-oratorio en deux actes d'après Sophocle | Récitant, voix, orchestre           | 1927/1948      |
| 56                             | 77  | Perséphone                                      | Mélodrame en trois tableaux d'André Gide      | Récitante, ténor, chœurs, orchestre | 1934/1949      |
| 78                             | 103 | The Rake's Progress (la Carrière d'un libertin) | Opéra en trois actes                          | Voix, orchestre                     | 1948-1951      |
| 93                             | 123 | The Flood (le Déluge)                           | Un jeu musical                                | Voix, orchestre                     | 1962           |

### Œuvres pour orchestre

#### Grand orchestre symphonique
| GRAND ORCHESTRE SYMPHONIQUE |     |                                                                         |                                                          |                                 |           |
| HH                          | CC  | Titre                                                                   | Sous-titre / Commentaires                                | Instrumentation                 | Période   |
| 1                           | 8   | Symphonie en mi bémol, opus 1                                           |                                                          | Orchestre                       | 1907/1913 |
| 3                           | 12  | Scherzo fantastique, opus 3                                             |                                                          | Orchestre                       | 1908/1930 |
| 4                           | 13  | Feu d'artifice, opus 4                                                  | Fantaisie pour grand orchestre                           | Orchestre                       | 1908      |
| 5                           | 14  | Chant funèbre, opus 5                                                   | Retrouvé                                                 | Orchestre                       | 1908      |
|                             | 16  | Kobold (Grieg)                                                          | Orchestration, œuvre inédite                             | Orchestre                       | 1909      |
|                             | 17a | Nocturne en la bémol (Chopin)                                           | Orchestration de l'opus 32 n° 2 de Chopin, œuvre inédite | Orchestre                       | 1909      |
|                             | 17b | Valse brillante en mi bémol (Chopin)                                    | Orchestration de l'opus 18 de Chopin, œuvre inédite      | Violon, orchestre               | 1909      |
| 24                          | 38  | Le Chant du rossignol                                                   | Poème symphonique                                        | Orchestre                       | 1917      |
| 29                          | 41  | Chant des bateliers de la Volga                                         | Orchestration pour vents et batterie                     | Instruments à vent, percussions | 1917      |
|                             | 58a | Variation de la fée des lilas de La Belle au bois dormant (Tchaïkovski) | Arrangement                                              | Orchestre                       | 1921      |
|                             | 58b | Entr'acte de La Belle au bois dormant (Tchaïkovski)                     | Arrangement                                              | Violon, orchestre               | 1921      |
| 51                          | 70  | Quatre Études pour orchestre                                            | Transcription symphonique des CC 30 et 44                | Orchestre                       | 1914-1929 |
| 61                          | 84  | Symphonie en ut                                                         |                                                          | Orchestre                       | 1940      |
| 62                          | 85  | Tango                                                                   |                                                          | Orchestre                       | 1940      |
| 65                          | 89  | Circus Polka                                                            | Composée pour un jeune éléphant                          | Orchestre                       | 1942      |
| 66                          | 90  | Quatre Impressions norvégiennes                                         |                                                          | Orchestre                       | 1942      |
| 67                          | 91  | Ode                                                                     | Chant élégiaque en trois parties                         | Orchestre                       | 1943      |
| 69                          | 94  | Scherzo à la russe                                                      |                                                          | Ensemble de jazz                | 1944      |
|                             | 94a | Scherzo à la russe                                                      | Transcription du précédent                               | Orchestre                       | 1945      |
| 73                          | 97  | Symphonie en trois mouvements                                           |                                                          | Orchestre                       | 1945      |
| 83                          | 110 | Greeting Prelude                                                        |                                                          | Orchestre                       | 1955      |
| 91                          | 119 | Monumentum pro Gesualdo di Venosa ad CD annum                           | Trois madrigaux de Gesualdo                              | Orchestre                       | 1960      |
| 97                          | 128 | Variations                                                              | Aldous Huxley in memoriam                                | Orchestre                       | 1964      |
|                             | 130 | Canon pour Introduction de concert ou Encore                            |                                                          | Orchestre                       | 1965      |

#### Concertos avec soliste
L'écriture concertante est très présente dans l'œuvre de Stravinsky, qu'on pense à sa musique orchestrale (Concertino pour douze instruments, Concerto en mi bémol "Dumbarton Oaks", Ebony concerto, Concerto en ré pour orchestre à cordes), à sa musique de chambre (Concertino pour quatuor à cordes, Duo concertant pour violon et piano) ou même à sa musique instrumentale (Concerto pour deux pianos seuls). Cependant seuls quatre concertos sont avec soliste dans son catalogue, dont les trois premiers ont été composés sur une période de sept ans à peine.
| CONCERTOS AVEC SOLISTE |     |                                           |                           |                           |           |
| HH                     | CC  | Titre                                     | Sous-titre / Commentaires | Instrumentation           | Période   |
| 43                     | 63  | Concerto pour piano et instruments à vent |                           | Piano, instruments à vent | 1924/1950 |
| 50                     | 72  | Capriccio pour piano et orchestre         |                           | Piano, orchestre          | 1929/1949 |
| 53                     | 74  | Concerto en ré pour violon et orchestre   |                           | Violon, orchestre         | 1931      |
| 88                     | 115 | Mouvements pour piano et orchestre        |                           | Piano, orchestre          | 1959      |

#### Orchestre de chambre (onze instruments et davantage)
| ORCHESTRE DE CHAMBRE (ONZE INSTRUMENTS ET DAVANTAGE) |     |                                                                |                                                 |                              |           |
| HH                                                   | CC  | Titre                                                          | Sous-titre / Commentaires                       | Instrumentation              | Période   |
| 32                                                   | 47  | Ragtime                                                        |                                                 | 11 instruments               | 1918      |
| 37a                                                  | 55a | Concertino pour douze instruments                              | Transcription pour ensemble de chambre du CC 55 | 12 instruments               | 1952      |
| 38                                                   | 56  | Symphonies d'instruments à vent                                |                                                 | Instruments à vent           | 1920/1947 |
| 28                                                   | 59  | Suite n° 2 pour petit orchestre                                | Transcription orchestrale du CC 33              | Orchestre de chambre         | 1921      |
| 27                                                   | 66  | Suite n° 1 pour petit orchestre                                | Transcription orchestrale du CC 37              | Orchestre de chambre         | 1925      |
| 60                                                   | 83  | Concerto en mi bémol                                           | Dumbarton Oaks                                  | Orchestre de chambre         | 1938      |
|                                                      | 87  | Bluebird Pas-de-deux de La Belle au bois dormant (Tchaïkovski) | Transcription pour petit orchestre              | Petit orchestre              | 1941      |
| 74                                                   | 98  | Ebony concerto                                                 |                                                 | Clarinette, ensemble de jazz | 1945      |
| 75                                                   | 99  | Concerto en ré                                                 |                                                 | Orchestre à cordes           | 1946/1946 |
|                                                      | 106 | Præludium pour ensemble de jazz                                |                                                 | Ensemble de jazz             | 1953      |
| 39a                                                  | 122 | Huit Miniatures instrumentales                                 | Transcription du CC 57                          | 15 instruments               | 1962      |

### Musique instrumentale

#### Musique de chambre (de un à huit instruments)
Il est difficile de délimiter où s'arrête la musique de chambre de Stravinsky et où commence la musique orchestrale. Le catalogue d'Harry Halbreich considère la musique de chambre comme étant les formations de quatre instrumentistes ou moins tandis que Clifford Cæsar ajoute à cette liste le Septuor et l'Octuor. Contrairement au reste du catalogue, c'est la classification de ce dernier qui a été utilisée ici, laissant donc les formations de onze musiciens (le Ragtime) et plus pour l'orchestre de chambre.
| MUSIQUE DE CHAMBRE (DE UN À HUIT INSTRUMENTS) |      |                                                | |                                                           |           |
| HH                                            | CC   | Titre                                          | Sous-titre / Commentaires | Instrumentation                                           | Période   |
| 7b                                            | 10bc | Pastorale                                      | Chant sans paroles | Violon, ensemble instrumental (ou piano)                  | 1933      |
| 18                                            | 30   | Trois Pièces pour quatuor à cordes             | | Quatuor à cordes                                          | 1914/1918 |
|                                               |      | Pour Picasso                                   | | Clarinette                                                | 1917      |
|                                               | 43   | Canons pour deux cors                          | Œuvre perdue | 2 cors                                                    | 1917      |
| 35                                            | 48   | Trois pièces pour clarinette seule             | | Clarinette                                                | 1918      |
|                                               | 50   | Lied ohne Namen                                | | 2 bassons                                                 | 1918      |
|                                               | 51   | La Marseillaise (Rouget de Lisle)              | Arrangement | Violon                                                    | 1919      |
| 36c                                           | 54b  | Suite italienne pour violoncelle et piano      | Transcription de 6 mouvements du CC 54 | Violoncelle, piano                                        | 1932      |
| 36b                                           | 54c  | Suite italienne pour violon et piano           | Transcription du CC 54b | Violon, piano                                             | 1933      |
| 37                                            | 55   | Concertino pour quatuor à cordes               | | Quatuor à cordes                                          | 1920      |
| 41                                            | 62   | Octuor pour instruments à vent                 | | Instruments à vent                                        | 1923/1952 |
| 54                                            | 75   | Duo concertant pour violon et piano            | | Violon, piano                                             | 1932      |
| 49b                                           | 79a  | Divertimento pour violon et piano              | Transcription du CC 79 | Violon, piano                                             | 1934      |
| 71                                            | 96   | Élégie pour alto (ou violon) seul              | | Alto (ou violon)                                          | 1944      |
| 80                                            | 105  | Septuor                                        | | Clarinette, cor, basson, piano, violon, alto, violoncelle | 1953      |
| 89                                            | 116  | Épitaphe à la mémoire du prince de Fürstenberg | | Flûte, clarinette, harpe                                  | 1959      |
| 90                                            | 118  | Double Canon                                   | | Quatuor à cordes                                          | 1959      |
|                                               | 125  | Canzonetta (Sibelius)                          | Transcription de l'opus 42a de Sibelius                                                                                                   | Clarinette, clarinette basse, 4 cors, harpe, contrebasse  | 1963      |
| 101                                           | 127  | Fanfare pour un nouveau théâtre                | | 2 trompettes                                              | 1964      |
|                                               | 134  | Quatre Préludes et Fugues (J.-S. Bach)         | Transcription des préludes et fugues n° 10 du Livre I, n° 6 du Livre II et n° 24 et 4 du Livre I du Clavier bien tempéré, œuvre inachevée | 3 clarinettes, 2 bassons, cordes                          |           |

#### Musique pour un ou deux pianos
La musique pour piano de Stravinsky comporte une grande partie de pièces de petites dimensions puis quatre pièces de plus grande envergure : la Sonate et la Sérénade pour un piano et le Concerto et la Sonate pour deux pianos. Le reste de l'œuvre, outre les pièces originales, comprend une importante quantité de transcriptions et de réductions, dont plusieurs de ses ballets (excepté les Trois Mouvements de Petrouchka, ces transcriptions n'ont pas été incluses dans la présente liste).
| MUSIQUE POUR UN OU DEUX PIANOS |     |                                          |                                                 |                      |           |
| HH                             | CC  | Titre                                    | Sous-titre / Commentaires                       | Instrumentation      | Période   |
|                                | 1   | Tarantella                               | Œuvre inédite                                   | Piano                | 1898      |
|                                | 3   | Scherzo                                  |                                                 | Piano                | 1902      |
|                                | 4   | Sonate pour piano en fa dièse mineur     |                                                 | Piano                | 1904      |
| 8                              | 15  | Quatre Études, opus 7                    |                                                 | Piano                | 1908      |
| 11b                            | 22b | Trois Mouvements de Petrouchka           |                                                 | Piano                | 1921      |
|                                | 32  | Valse des fleurs (Tchaïkovski)           | Arrangement                                     | 2 pianos             | 1914      |
| 20                             | 33  | Trois Pièces faciles                     | Main gauche facile                              | Piano à quatre mains | 1914-1915 |
|                                | 34  | Souvenir d'une marche Boche              |                                                 | Piano                | 1915      |
| 26                             | 37  | Cinq Pièces faciles                      | Main droite facile                              | Piano à quatre mains | 1917      |
|                                | 40  | Valse pour les enfants                   |                                                 | Piano                | 1916-1917 |
| 30                             | 44  | Madrid                                   | Étude pour pianola                              | Pianola              | 1917      |
|                                | 49  | Prologue de Boris Godounov (Moussorgski) | Arrangement                                     | Piano                | 1918      |
| 34                             | 53  | Piano-rag-music                          |                                                 | Piano                | 1919      |
| 39                             | 57  | Les Cinq Doigts                          | Huit petites pièces très faciles sur cinq notes | Piano                | 1921      |
| 44                             | 64  | Sonate pour piano                        |                                                 | Piano                | 1924      |
| 45                             | 65  | Sérénade en la                           |                                                 | Piano                | 1925      |
| 58                             | 80  | Concerto pour deux pianos seuls          |                                                 | 2 pianos             | 1935      |
| 68                             | 93  | Sonate pour deux pianos                  |                                                 | 2 pianos             | 1944      |

### Musique vocale
Dans son catalogue, Harry Halbreich divise la musique vocale de Stravinsky en deux grandes catégories : la musique religieuse et la musique non religieuse. Cependant, dans les plupart des autres listes des œuvres du compositeur, la division se fait en musique chorale et chant solo. A été gardée ici la division d'Halbreich puisque l'essentiel de la musique religieuse de Stravinsky est pour chœur (l'unique exception étant Abraham et Isaac). La musique non religieuse est ensuite divisée en musique chorale et chant solo.

#### Musique religieuse
| MUSIQUE RELIGIEUSE |     |                                                 |                                                                        |                                                    |                |
| HH                 | CC  | Titre                                           | Sous-titre / Commentaires                                              | Instrumentation                                    | Période        |
| 46                 | 67  | Otche Nash' (Pater Noster)                      |                                                                        | Chœur mixte                                        | 1926/1949      |
| 52                 | 73  | Symphonie de psaumes                            |                                                                        | Chœurs, orchestre                                  | 1930/1948      |
| 55                 | 76  | Simbol' vyeri (Credo)                           |                                                                        | Chœur mixte                                        | 1932/1949/1964 |
| 57                 | 78  | Bogoroditse D'vo (Ave Maria)                    |                                                                        | Chœur mixte                                        | 1934/1949      |
| 70                 | 92  | Babel                                           | Cantate pour chœur d'hommes, orchestre et récitant                     | Récitant, chœur d'hommes, orchestre                | 1944           |
| 77                 | 102 | Messe                                           |                                                                        | Chœur mixte, 2 quintettes à vent                   | 1948           |
| 84                 | 111 | Canticum Sacrum ad honorem Sancti Marci nominis |                                                                        | Ténor, baryton, chœur mixte, orchestre             | 1955           |
| 85                 | 112 | Variations canoniques                           | Sur le Choral de Noël « Von Himmel hoch da komm ich her » (J.-S. Bach) | Chœurs, orchestre                                  | 1956           |
| 87                 | 114 | Threni : id est Lamentationes Jeremiæ prophetæ  |                                                                        | 6 solistes, chœurs mixtes, orchestre               | 1958           |
|                    | 117 | Tres sacræ cantiones (Gesualdo)                 |                                                                        | Chœur mixte, orchestre                             | 1959           |
| 92                 | 120 | A Sermon, a Narrative and a Prayer              | Cantate                                                                | Contralto, ténor, récitant, chœur mixte, orchestre | 1961           |
| 95                 | 124 | Abraham et Isaac                                | Une ballade sacrée pour baryton et orchestre de chambre                | Baryton, orchestre de chambre                      | 1963           |
| 98                 | 129 | Introïtus                                       | T. S. Eliot in memoriam                                                | Chœur d'hommes, ensemble de chambre                | 1965           |
| 100                | 131 | Requiem canticles                               |                                                                        | Contralto, basse, chœur mixte, orchestre           | 1966           |

#### Chœurs non religieux
| CHŒURS NON RELIGIEUX |     |                                  |                                             |                                                              |           |
| HH                   | CC  | Titre                            | Sous-titre / Commentaires                   | Instrumentation                                              | Période   |
|                      | 5   | Cantate                          | Œuvre perdue                                | Chœur mixte, piano                                           | 1904      |
| 12                   | 24  | Zvezdoliki (le Roi des Étoiles)  | Cantate pour chœur d'hommes et orchestre    | Chœur d'hommes, orchestre                                    | 1911-1912 |
| 23                   | 42  | Quatre Chants paysans russes     |                                             | Chœur de femmes                                              | 1914-1917 |
| 23a                  | 42a | Quatre Chants paysans russes     |                                             | Chœur de femmes, 4 cors                                      | 1954      |
|                      | 82  | Petit Ramusianum Harmonique      | Trois Quatrains pour voix seules            | Voix                                                         | 1937      |
| 63                   | 86  | The Star-Spangled Banner (Smith) | Orchestration de l'hymne national américain | Chœur, orchestre                                             | 1941      |
| 79                   | 104 | Cantate                          |                                             | Soprano, ténor, chœur de femmes, petit ensemble instrumental | 1952      |
| 94                   | 121 | Anthem                           | The Dove descending breaks the air          | Chœur                                                        | 1962      |

#### Chant solo non religieux
On peut diviser le chant solo de Stravinsky en trois périodes. La première, allant jusqu'à 1913 (Trois poésies de la lyrique japonaise) est composée de mélodies traditionnelles à base littéraire. La seconde, qui s'étend de 1913 à 1919 (Trois petites chansons à Quatre chants russes), est constituée de cinq recueils de chansons sur des textes populaires russes. Après cela, la mélodie accompagnée cesse d'intéresser Stravinsky pendant trente-cinq ans. Il y revient en 1953 (Trois chants de Shakespeare), au début de son époque sérielle. À ce moment, il orchestrera plusieurs de ses mélodies d'avant 1918, qui étaient, pour la plupart, écrites pour voix et piano.
| CHANT SOLO NON RELIGIEUX |     |                                                                 |                                                             |                                                                                 |           |
| HH                       | CC  | Titre                                                           | Sous-titre / Commentaires                                   | Instrumentation                                                                 | Période   |
|                          | 2   | Nuages d'orage                                                  | Romance                                                     | Voix, piano                                                                     | 1902      |
|                          | 6   | Les Champignons vont à la guerre                                |                                                             | Basse, piano                                                                    | 1904      |
|                          | 7   | Conductor and Tarantula                                         | Œuvre perdue                                                | Voix, piano                                                                     | 1906      |
| 2                        | 9   | Faune et bergère, opus 2                                        | Trois mélodies sur des textes de Pouchkine                  | Mezzo-soprano, orchestre                                                        | 1907      |
| 7                        | 10  | Pastorale                                                       | Chant sans paroles                                          | Soprano, piano                                                                  | 1907      |
| 7a                       | 10a | Pastorale                                                       | Chant sans paroles                                          | Soprano, hautbois, cor anglais, clarinette, basson                              | 1923      |
| 6                        | 11  | Deux Mélodies, opus 6                                           |                                                             | Mezzo-soprano, piano                                                            | 1907-1908 |
|                          | 18  | Mephistopheles' Lied vom Floh (Beethoven)                       | Transcription de l'opus 75 n° 3 de Beethoven                | Basse, orchestre                                                                | 1909      |
|                          | 19  | Chanson de Méphistophélès dans la cave d'Auerbach (Moussorgski) | Transcription                                               | Baryton (ou basse), orchestre                                                   | 1910      |
| 10                       | 21  | Deux Poèmes de Paul Verlaine, opus 9                            |                                                             | Baryton, piano                                                                  | 1910      |
| 10a                      | 21a | Deux Poèmes de Paul Verlaine, opus 9                            |                                                             | Baryton, petit orchestre                                                        | 1951      |
| 13                       | 23  | Deux Poèmes de Constantin Balmont                               |                                                             | Voix aiguë, piano                                                               | 1911/1947 |
| 13a                      | 23a | Deux Poèmes de Constantin Balmont                               |                                                             | Voix aiguë, 2 flûtes, 2 clarinettes, piano, quatuor à cordes                    | 1954      |
| 15                       | 25  | Trois Poésies de la lyrique japonaise                           |                                                             | Voix aiguë, piano (ou 2 flûtes, 2 clarinettes, piano, quatuor à cordes)         | 1913      |
| 16                       | 27  | Trois petites chansons (Souvenir de mon enfance)                |                                                             | Voix, piano                                                                     | 1913      |
| 16a                      | 27a | Trois petites chansons (Souvenir de mon enfance)                |                                                             | Voix, petit orchestre                                                           | 1929-1930 |
| 19                       | 31  | Pribaoutki                                                      | Chansons plaisantes                                         | Voix, 8 instruments                                                             | 1914      |
| 22                       | 35  | Berceuses du chat                                               |                                                             | Contralto, 3 clarinettes                                                        | 1915-1916 |
| 21                       | 39  | Trois Histoires pour enfants                                    |                                                             | Voix, piano                                                                     | 1915-1917 |
| 21                       | 39a | Tilim-bom                                                       |                                                             | Voix, orchestre                                                                 | 1923      |
|                          | 45  | Berceuse                                                        |                                                             | Voix, piano                                                                     | 1917      |
| 33                       | 52  | Quatre Chants russes                                            |                                                             | Chant, piano                                                                    | 1918-1919 |
|                          | 100 | Hommage à Nadia Boulanger                                       |                                                             | 2 voix                                                                          | 1947      |
| 81                       | 107 | Trois Chants de W. Shakespeare                                  |                                                             | Mezzo-soprano, flûte, clarinette, alto                                          | 1953      |
| 82                       | 108 | In memoriam Dylan Thomas                                        |                                                             | Ténor, quatuor à cordes, 4 trombones                                            | 1954      |
|                          | 109 | Quatre Chants                                                   | Transcription du n° 1 du CC 39 et des n° 1, 2 et 4 du CC 52 | Chant, flûte, harpe, guitare                                                    | 1954      |
| 96                       | 126 | Élégie pour J. F. K.                                            |                                                             | Baryton (ou mezzo-soprano), 3 clarinettes                                       | 1964      |
| 99                       | 132 | The Owl and the Pussy-cat (le Hibou et le chat)                 |                                                             | Chant, piano                                                                    | 1966      |
|                          | 133 | Deux chants sacrés (Wolf)                                       |                                                             | Mezzo-soprano, 3 clarinettes, 2 cors, 2 violons, alto, violoncelle, contrebasse | 1968      |

## Catalogue chronologique
On distingue généralement trois grandes périodes dans la production stravinskienne. D'abord, la période russe s'étend de ses premières œuvres jusqu'aux Noces (1923, CC 61). Puis, avec Pulcinella (1920, CC 54), débute la période néo-classique qui s'étend jusqu'à l'opéra The Rake's Progress (1951, CC 103). La dernière période, nommée sa période sérielle, débute avec des premières expérimentations dans sa Cantate (1952, CC104), mais il faut attendre Agon (1957, CC 113) pour voir apparaitre la première utilisation de la série dodécaphonique.
| Légende                        |
| Ballets et suites de ballets   |
| Opéras, oratorios et assimilés |
| Concertos avec soliste         |
| Musique pour un ou deux pianos |

| CATALOGUE CHRONOLOGIQUE |      |                                                                         | |                                                                                 |                     |
| HH                      | CC   | Titre                                                                   | Sous-titre / Commentaires | Instrumentation                                                                 | Période             |
|                         | 1    | Tarantella                                                              | Œuvre inédite | Piano                                                                           | 1898                |
|                         | 2    | Nuages d'orage                                                          | Romance | Voix, piano                                                                     | 1902                |
|                         | 3    | Scherzo                                                                 | | Piano                                                                           | 1902                |
|                         | 4    | Sonate pour piano en fa dièse mineur                                    | | Piano                                                                           | 1904                |
|                         | 5    | Cantate                                                                 | Œuvre perdue | Chœur mixte, piano                                                              | 1904                |
|                         | 6    | Les Champignons vont à la guerre                                        | | Basse, piano                                                                    | 1904                |
|                         | 7    | Conductor and Tarantula                                                 | Œuvre perdue | Voix, piano                                                                     | 1906                |
| 1                       | 8    | Symphonie en mi bémol, opus 1                                           | | Orchestre                                                                       | 1907/1913           |
| 2                       | 9    | Faune et bergère, opus 2                                                | Trois mélodies sur des textes de Pouchkine                                                                                                | Mezzo-soprano, orchestre                                                        | 1907                |
| 7                       | 10   | Pastorale                                                               | Chant sans paroles | Soprano, piano                                                                  | 1907                |
| 7a                      | 10a  | Pastorale                                                               | Chant sans paroles | Soprano, hautbois, cor anglais, clarinette, basson                              | 1923                |
| 7b                      | 10bc | Pastorale                                                               | Chant sans paroles | Violon, ensemble instrumental (ou piano)                                        | 1933                |
| 6                       | 11   | Deux Mélodies, opus 6                                                   | | Mezzo-soprano, piano                                                            | 1907-1908           |
| 3                       | 12   | Scherzo fantastique, opus 3                                             | | Orchestre                                                                       | 1908/1930           |
| 4                       | 13   | Feu d'artifice, opus 4                                                  | Fantaisie pour grand orchestre | Orchestre                                                                       | 1908                |
| 5                       | 14   | Chant funèbre, opus 5                                                   | Œuvre longtemps considérée perdue | Instruments à vent                                                              | 1908                |
| 8                       | 15   | Quatre Études, opus 7                                                   | | Piano                                                                           | 1908                |
|                         | 16   | Kobold (Grieg)                                                          | Orchestration, œuvre inédite | Orchestre                                                                       | 1909                |
|                         | 17a  | Nocturne en la bémol (Chopin)                                           | Orchestration de l'opus 32 n° 2 de Chopin, œuvre inédite                                                                                  | Orchestre                                                                       | 1909                |
|                         | 17b  | Valse brillante en mi bémol (Chopin)                                    | Orchestration de l'opus 18 de Chopin, œuvre inédite                                                                                       | Violon, orchestre                                                               | 1909                |
|                         | 18   | Mephistopheles' Lied vom Floh (Beethoven)                               | Transcription de l'opus 75 n° 3 de Beethoven                                                                                              | Basse, orchestre                                                                | 1909                |
|                         | 19   | Chanson de Méphistophélès dans la cave d'Auerbach (Moussorgski)         | Transcription | Baryton (ou basse), orchestre                                                   | 1910                |
| 9                       | 20   | L'Oiseau de feu                                                         | Conte dansé en deux tableaux d'après un conte national russe                                                                              | Orchestre                                                                       | 1910/1919           |
| 9a                      | 20a  | L'Oiseau de feu                                                         | Suite symphonique | Orchestre                                                                       | 1911/1919/1945      |
| 10                      | 21   | Deux Poèmes de Paul Verlaine, opus 9                                    | | Baryton, piano                                                                  | 1910                |
| 10a                     | 21a  | Deux Poèmes de Paul Verlaine, opus 9                                    | | Baryton, petit orchestre                                                        | 1951                |
| 11                      | 22   | Petrouchka                                                              | Scènes burlesques en quatre tableaux | Orchestre                                                                       | 1911/1945-1947/1965 |
| 11a                     | 22a  | Petrouchka                                                              | Suite symphonique | Orchestre                                                                       | 1911/1947           |
| 11b                     | 22b  | Trois Mouvements de Petrouchka                                          | | Piano                                                                           | 1921                |
| 13                      | 23   | Deux Poèmes de Constantin Balmont                                       | | Voix aiguë, piano                                                               | 1911/1947           |
| 13a                     | 23a  | Deux Poèmes de Constantin Balmont                                       | | Voix aiguë, 2 flûtes, 2 clarinettes, piano, quatuor à cordes                    | 1954                |
| 12                      | 24   | Zvezdoliki (le Roi des Étoiles)                                         | Cantate pour chœur d'hommes et orchestre                                                                                                  | Chœur d'hommes, orchestre                                                       | 1911-1912           |
| 15                      | 25   | Trois Poésies de la lyrique japonaise                                   | | Voix aiguë, piano (ou 2 flûtes, 2 clarinettes, piano, quatuor à cordes)         | 1913                |
| 14                      | 26   | Le Sacre du printemps                                                   | Tableaux de la Russie païenne en deux parties                                                                                             | Orchestre                                                                       | 1913/1947/1967      |
| 16                      | 27   | Trois petites chansons (Souvenir de mon enfance)                        | | Voix, piano                                                                     | 1913                |
| 16a                     | 27a  | Trois petites chansons (Souvenir de mon enfance)                        | | Voix, petit orchestre                                                           | 1929-1930           |
|                         | 28   | La Khovanchtchina (Moussorgski)                                         | Orchestration, avec Maurice Ravel | Orchestre                                                                       | 1913                |
| 17                      | 29   | Le Rossignol                                                            | Conte lyrique en trois actes d'après Andersen                                                                                             | Voix, orchestre                                                                 | 1908-1914/1962      |
| 18                      | 30   | Trois Pièces pour quatuor à cordes                                      | | Quatuor à cordes                                                                | 1914/1918           |
| 19                      | 31   | Pribaoutki                                                              | Chansons plaisantes | Voix, 8 instruments                                                             | 1914                |
|                         | 32   | Valse des fleurs (Tchaïkovski)                                          | Arrangement | 2 pianos                                                                        | 1914                |
| 20                      | 33   | Trois Pièces faciles                                                    | Main gauche facile | Piano à quatre mains                                                            | 1914-1915           |
|                         | 34   | Souvenir d'une marche Boche                                             | | Piano                                                                           | 1915                |
| 22                      | 35   | Berceuses du chat                                                       | | Contralto, 3 clarinettes                                                        | 1915-1916           |
| 25                      | 36   | Renard                                                                  | Histoire burlesque chantée et jouée | 2 ténors, 2 basses, ensemble instrumental                                       | 1916                |
| 26                      | 37   | Cinq Pièces faciles                                                     | Main droite facile | Piano à quatre mains                                                            | 1917                |
| 24                      | 38   | Le Chant du rossignol                                                   | Poème symphonique | Orchestre                                                                       | 1917                |
| 21                      | 39   | Trois Histoires pour enfants                                            | | Voix, piano                                                                     | 1915-1917           |
| 21                      | 39a  | Tilim-bom                                                               | | Voix, orchestre                                                                 | 1923                |
|                         | 40   | Valse pour les enfants                                                  | | Piano                                                                           | 1916-1917           |
|                         |      | Pour Picasso                                                            | | Clarinette                                                                      | 1917                |
| 29                      | 41   | Chant des bateliers de la Volga                                         | Orchestration pour vents et batterie | Instruments à vent, percussions                                                 | 1917                |
| 23                      | 42   | Quatre Chants paysans russes                                            | | Chœur de femmes                                                                 | 1914-1917           |
| 23                      | 42a  | Quatre Chants paysans russes                                            | | Chœur de femmes, 4 cors                                                         | 1954                |
|                         | 43   | Canons pour deux cors                                                   | Œuvre perdue | 2 cors                                                                          | 1917                |
| 30                      | 44   | Madrid                                                                  | Étude pour pianola | Pianola                                                                         | 1917                |
|                         | 45   | Berceuse                                                                | | Voix, piano                                                                     | 1917                |
| 31                      | 46   | L'Histoire du soldat                                                    | Lue, jouée et dansée | 3 récitants, 7 instrumentistes                                                  | 1918                |
| 31a                     | 46a  | L'Histoire du soldat                                                    | Suite de concert | Clarinette, basson, cornet à piston, trombone, violon, contrebasse, batterie    | 1920                |
| 32                      | 47   | Ragtime                                                                 | | 11 instruments                                                                  | 1918                |
| 35                      | 48   | Trois pièces pour clarinette seule                                      | | Clarinette                                                                      | 1918                |
|                         | 49   | Prologue de Boris Godounov (Moussorgski)                                | Arrangement | Piano                                                                           | 1918                |
|                         | 50   | Lied ohne Namen                                                         | | 2 bassons                                                                       | 1918                |
|                         | 51   | La Marseillaise (Rouget de Lisle)                                       | Arrangement | Violon                                                                          | 1919                |
| 33                      | 52   | Quatre Chants russes                                                    | | Chant, piano                                                                    | 1918-1919           |
| 34                      | 53   | Piano-rag-music                                                         | | Piano                                                                           | 1919                |
| 36                      | 54   | Pulcinella                                                              | Ballet en un acte, d'après des thèmes et des fragments musicaux de Pergolèse                                                              | Soprano, ténor, basse, petit orchestre                                          | 1920/1965           |
| 36a                     | 54a  | Pulcinella                                                              | Suite d'orchestre | Orchestre                                                                       | 1922/1949           |
| 36c                     | 54b  | Suite italienne pour violoncelle et piano                               | Transcription pour violoncelle et piano du numéro 36 B                                                                                    | Violoncelle, piano                                                              | 1932                |
| 36b                     | 54c  | Suite italienne pour violon et piano                                    | Transcription de 6 mouvements du numéro 36                                                                                                | Violon, piano                                                                   | 1933                |
| 37                      | 55   | Concertino pour quatuor à cordes                                        | | Quatuor à cordes                                                                | 1920                |
| 37a                     | 55a  | Concertino pour douze instruments                                       | Transcription pour ensemble de chambre du précédent                                                                                       | 12 instruments                                                                  | 1952                |
| 38                      | 56   | Symphonies d'instruments à vent                                         | | Instruments à vent                                                              | 1920/1947           |
| 39                      | 57   | Les Cinq Doigts                                                         | Huit petites pièces très faciles sur cinq notes                                                                                           | Piano                                                                           | 1921                |
|                         | 58a  | Variation de la fée des lilas de La Belle au bois dormant (Tchaïkovski) | Arrangement | Orchestre                                                                       | 1921                |
|                         | 58b  | Entr'acte de La Belle au bois dormant (Tchaïkovski)                     | Arrangement | Violon, orchestre                                                               | 1921                |
| 28                      | 59   | Suite n° 2 pour petit orchestre                                         | Transcription orchestrale du CC 33 | Orchestre de chambre                                                            | 1921                |
| 40                      | 60   | Mavra                                                                   | Opéra bouffe en un acte d'après Pouchkine                                                                                                 | Voix, orchestre                                                                 | 1922/1947           |
| 42                      | 61   | Les Noces                                                               | Scènes chorégraphiques russes avec chant et musique                                                                                       | Voix, chœur mixte, 4 pianos, percussions                                        | 1917-1923           |
| 41                      | 62   | Octuor pour instruments à vent                                          | | Instruments à vent                                                              | 1923/1952           |
| 43                      | 63   | Concerto pour piano et instruments à vent                               | | Piano, instruments à vent                                                       | 1924/1950           |
| 44                      | 64   | Sonate pour piano                                                       | | Piano                                                                           | 1924                |
| 45                      | 65   | Sérénade en la                                                          | | Piano                                                                           | 1925                |
| 27                      | 66   | Suite n° 1 pour petit orchestre                                         | Transcription orchestrale du CC 37 | Orchestre de chambre                                                            | 1925                |
| 46                      | 67   | Otche Nash' (Pater Noster)                                              | | Chœur mixte                                                                     | 1926/1949           |
| 47                      | 68   | Œdipus Rex                                                              | Opéra-oratorio en deux actes d'après Sophocle                                                                                             | Récitant, voix, orchestre                                                       | 1927/1948           |
| 48                      | 69   | Apollon musagète                                                        | Ballet en deux tableaux | Orchestre à cordes                                                              | 1928/1947           |
| 51                      | 70   | Quatre Études pour orchestre                                            | Transcription symphonique des CC 30 et 44                                                                                                 | Orchestre                                                                       | 1914-1929           |
| 49                      | 71   | Le Baiser de la fée                                                     | Ballet allégorique en quatre tableaux | Orchestre                                                                       | 1928/1950           |
| 50                      | 72   | Capriccio pour piano et orchestre                                       | | Piano, orchestre                                                                | 1929/1949           |
| 52                      | 73   | Symphonie de psaumes                                                    | | Chœurs, orchestre                                                               | 1930/1948           |
| 53                      | 74   | Concerto en ré pour violon et orchestre                                 | | Violon, orchestre                                                               | 1931                |
| 54                      | 75   | Duo concertant pour violon et piano                                     | | Violon, piano                                                                   | 1932                |
| 55                      | 76   | Simbol' vyeri (Credo)                                                   | | Chœur mixte                                                                     | 1932/1949/1964      |
| 56                      | 77   | Perséphone                                                              | Mélodrame en trois tableaux d'André Gide                                                                                                  | Récitante, ténor, chœurs, orchestre                                             | 1934/1949           |
| 57                      | 78   | Bogoroditse D'vo (Ave Maria)                                            | | Chœur mixte                                                                     | 1934/1949           |
| 49a                     | 79   | Divertimento                                                            | Extrait du Baiser de la fée | Orchestre                                                                       | 1934                |
| 49b                     | 79a  | Divertimento pour violon et piano                                       | Transcription du numéro 49 A | Violon, piano                                                                   | 1934                |
| 58                      | 80   | Concerto pour deux pianos solo                                          | | 2 pianos                                                                        | 1935                |
| 59                      | 81   | Jeu de cartes                                                           | Ballet en trois donnes | Orchestre                                                                       | 1936                |
|                         | 82   | Petit Ramusianum Harmonique                                             | Trois Quatrains pour voix seules | Voix                                                                            | 1937                |
| 60                      | 83   | Concerto en mi bémol                                                    | Dumbarton Oaks | Orchestre de chambre                                                            | 1938                |
| 61                      | 84   | Symphonie en ut                                                         | | Orchestre                                                                       | 1940                |
| 62                      | 85   | Tango                                                                   | | Orchestre                                                                       | 1940                |
| 63                      | 86   | The Star-Spangled Banner (Smith)                                        | Orchestration de l'hymne national américain                                                                                               | Chœur, orchestre                                                                | 1941                |
|                         | 87   | Bluebird Pas-de-deux de La Belle au bois dormant (Tchaïkovski)          | Transcription pour petit orchestre | Petit orchestre                                                                 | 1941                |
| 64                      | 88   | Danses concertantes                                                     | | Orchestre de chambre                                                            | 1942                |
| 65                      | 89   | Circus Polka                                                            | Composée pour un jeune éléphant | Orchestre                                                                       | 1942                |
| 66                      | 90   | Quatre Impressions norvégiennes                                         | | Orchestre                                                                       | 1942                |
| 67                      | 91   | Ode                                                                     | Chant élégiaque en trois parties | Orchestre                                                                       | 1943                |
| 70                      | 92   | Babel                                                                   | Cantate pour chœur d'hommes, orchestre et récitant                                                                                        | Récitant, chœur d'hommes, orchestre                                             | 1944                |
| 68                      | 93   | Sonate pour deux pianos                                                 | | 2 pianos                                                                        | 1944                |
| 69                      | 94   | Scherzo à la russe                                                      | | Ensemble de jazz                                                                | 1944                |
|                         | 94a  | Scherzo à la russe                                                      | Transcription du précédent | Orchestre                                                                       | 1945                |
| 72                      | 95   | Scènes de ballet                                                        | | Orchestre                                                                       | 1944                |
| 71                      | 96   | Élégie pour alto (ou violon) seul                                       | | Alto (ou violon)                                                                | 1944                |
| 73                      | 97   | Symphonie en trois mouvements                                           | | Orchestre                                                                       | 1945                |
| 74                      | 98   | Ebony concerto                                                          | | Clarinette, ensemble de jazz                                                    | 1945                |
| 75                      | 99   | Concerto en ré                                                          | | Orchestre à cordes                                                              | 1946/1946           |
|                         | 100  | Hommage à Nadia Boulanger                                               | | 2 voix                                                                          | 1947                |
| 76                      | 101  | Orphée                                                                  | Ballet en trois scènes | Orchestre                                                                       | 1947                |
| 77                      | 102  | Messe                                                                   | | Chœur mixte, 2 quintettes à vent                                                | 1948                |
| 78                      | 103  | The Rake's Progress (la Carrière d'un libertin)                         | Opéra en trois actes | Voix, orchestre                                                                 | 1948-1951           |
| 79                      | 104  | Cantate                                                                 | | Soprano, ténor, chœur de femmes, petit ensemble instrumental                    | 1952                |
| 80                      | 105  | Septuor                                                                 | | Clarinette, cor, basson, piano, violon, alto, violoncelle                       | 1953                |
|                         | 106  | Præludium pour ensemble de jazz                                         | | Ensemble de jazz                                                                | 1953                |
| 81                      | 107  | Trois Chants de W. Shakespeare                                          | | Mezzo-soprano, flûte, clarinette, alto                                          | 1953                |
| 82                      | 108  | In memoriam Dylan Thomas                                                | | Ténor, quatuor à cordes, 4 trombones                                            | 1954                |
|                         | 109  | Quatre Chants                                                           | Transcription du n° 1 du CC 39 et des n° 1, 2 et 4 du CC 52                                                                               | Chant, flûte, harpe, guitare                                                    | 1954                |
| 83                      | 110  | Greeting Prelude                                                        | | Orchestre                                                                       | 1955                |
| 84                      | 111  | Canticum Sacrum ad honorem Sancti Marci nominis                         | | Ténor, baryton, chœur mixte, orchestre                                          | 1955                |
| 85                      | 112  | Variations canoniques                                                   | Sur le Choral de Noël « Von Himmel hoch da komm ich her » (J.-S. Bach)                                                                    | Chœurs, orchestre                                                               | 1956                |
| 86                      | 113  | Agon                                                                    | Ballet pour douze danseurs | Orchestre                                                                       | 1957                |
| 87                      | 114  | Threni : id est Lamentationes Jeremiæ prophetæ                          | | 6 solistes, chœurs mixtes, orchestre                                            | 1958                |
| 88                      | 115  | Mouvements pour piano et orchestre                                      | | Piano, orchestre                                                                | 1959                |
| 89                      | 116  | Épitaphe à la mémoire du prince de Fürstenberg                          | | Flûte, clarinette, harpe                                                        | 1959                |
|                         | 117  | Tres sacræ cantiones (Gesualdo)                                         | | Chœur mixte, orchestre                                                          | 1959                |
| 90                      | 118  | Double Canon                                                            | | Quatuor à cordes                                                                | 1959                |
| 91                      | 119  | Monumentum pro Gesualdo di Venosa ad CD Annum                           | Trois madrigaux de Gesualdo | Orchestre                                                                       | 1960                |
| 92                      | 120  | A Sermon, a Narrative and a Prayer                                      | Cantate | Contralto, ténor, récitant, chœur mixte, orchestre                              | 1961                |
| 94                      | 121  | Anthem                                                                  | The Dove descending breaks the air | Chœur                                                                           | 1962                |
| 39a                     | 122  | Huit Miniatures instrumentales                                          | Transcription du CC 57 | 15 instruments                                                                  | 1962                |
| 93                      | 123  | The Flood (le Déluge)                                                   | Un jeu musical | Voix, orchestre                                                                 | 1962                |
| 95                      | 124  | Abraham et Isaac                                                        | Une ballade sacrée pour baryton et orchestre de chambre                                                                                   | Baryton, orchestre de chambre                                                   | 1963                |
|                         | 125  | Canzonetta (Sibelius)                                                   | Transcription de l'opus 42a de Sibelius                                                                                                   | Clarinette, clarinette basse, 4 cors, harpe, contrebasse                        | 1963                |
| 96                      | 126  | Élégie pour J. F. K.                                                    | | Baryton (ou mezzo-soprano), 3 clarinettes                                       | 1964                |
| 101                     | 127  | Fanfare pour un nouveau théâtre                                         | | 2 trompettes                                                                    | 1964                |
| 97                      | 128  | Variations                                                              | Aldous Huxley in memoriam | Orchestre                                                                       | 1964                |
| 98                      | 129  | Introïtus                                                               | T. S. Eliot in memoriam | Chœur d'hommes, ensemble de chambre                                             | 1965                |
|                         | 130  | Canon pour Introduction de concert ou Encore                            | | Orchestre                                                                       | 1965                |
| 100                     | 131  | Requiem canticles                                                       | | Contralto, basse, chœur mixte, orchestre                                        | 1966                |
| 99                      | 132  | The Owl and the Pussy-cat (le Hibou et le chat)                         | | Chant, piano                                                                    | 1966                |
|                         | 133  | Deux chants sacrés (Wolf)                                               | | Mezzo-soprano, 3 clarinettes, 2 cors, 2 violons, alto, violoncelle, contrebasse | 1968                |
|                         | 134  | Quatre Préludes et Fugues (J.-S. Bach)                                  | Transcription des préludes et fugues n° 10 du Livre I, n° 6 du Livre II et n° 24 et 4 du Livre I du Clavier bien tempéré, œuvre inachevée | 3 clarinettes, 2 bassons, cordes                                                | =                   |

### Discographie
- Même s'il avait, avant la seconde guerre mondiale, fait quelques enregistrements de sa musique pour les firmes RCA et Columbia, Stravinsky a enregistré presque l'entièreté de ses œuvres au cours des années cinquante et soixante sous l'impulsion du producteur Goddard Lieberson pour Columbia Records, maintenant devenue Sony Classical. Ces enregistrements, d'abord parus sur disques vinyles, ont été réédités sur disque compact en 1991, dans un coffret de Sony nommé Stravinsky conducts Stravinsky. Depuis longtemps introuvable, ce coffret de 22 disques est reparu en 2007, sous le nom Works of Igor Stravinsky, pour le 125e anniversaire du compositeur.

- Robert Craft, ami et collaborateur de Stravinsky, a enregistré dans les années 1990 ce qui devait être la première vraie intégrale du compositeur pour Koch relayé ensuite par Musicmasters[1]. Abandonnée par ces labels, elle a été depuis rééditée par Naxos et est en cours de complétion. Neuf disques sont parus jusqu'à présent.